# Landschap met de vlucht naar Egypte
Landschap met de vlucht naar Egypte is een schilderij van de zestiende-eeuwse schilder Joachim Patinir. Het schilderij behoort tot het vroege werk van de kunstenaar en maakt deel uit van de collectie van het Koninklijk Museum voor Schone Kunsten Antwerpen.

## Beschrijving
Het kleine schilderij toont een weids landschap met steile rotsen, een lieflijke gehucht en een blauwe zee die wordt afgezoomd door verre bergen. Centraal maar klein afgebeeld begeleidt Jozef de ezel waarop Maria met de pas geboren Jezus zit. Ze vluchten naar Egypte nadat Herodes het bevel heeft gegeven alle jongens onder de twee jaar te vermoorden. In het gehucht gaan de soldaten van Herodes als woestelingen te keer en doden vele onschuldige kinderen. Uiterst links staat op een rots een voetstuk waarvan een standbeeld naar beneden stort. Dit is een element uit de legende die onder meer vertelt dat een heidens afgodsbeeld van zijn sokkel viel toen Jezus er voorbijkwam.
Joachim Patinir geeft het landschap weer vanuit een zeer hoog gezichtspunt. De compositie is opgebouwd aan de hand van drie ruimtelijke plans. Het voorplan met de steile rotsen reikt van rechts onderaan naar links bovenaan en vult het halve paneel. Een slingerpaadje loopt in de richting van het lagergelegen gehucht, rechts op het paneel, dat het middenplan domineert. Op het derde plan strekt de zee zich uit tot ver aan de einder. De kleuren evolueren mee met de verschillende ruimtelijke plans. Deze vervagen naarmate de landschapselementen verderaf gelegen zijn, waardoor de indruk van diepte wordt gesuggereerd.

## Landschapsschilderkunst
In de zestiende eeuw gaan veel schilders zich specialiseren in een bepaald genre. Patinir was de eerste echte landschapschilder in de Nederlanden. Hoewel het landschap realistisch lijkt, gaat het niet over een bepaalde landstreek en zeker niet over een landschap dat zich situeert tussen Bethlehem en Egypte.
Het Landschap met de vlucht naar Egypte is vermoedelijk een vroeg werk van Patinir. Dat wordt afgeleid uit de analytische opbouw van het landschap. Het lijkt erop alsof Patinir de natuur observeerde en wellicht aan de hand van schetsen verschillende natuurgegevens bijeenbracht. Zo herkennen we de rotsen uit zijn geboortestreek Dinant, het dorp komt uit het heuvelende Brabant en de zee doet denken aan Italië.